# Ludovina de Oliveira
Ludovina de Oliveira (1955) é uma ex-atleta olímpica moçambicana.

## Biografia
Ludovina Dias de Oliveira, nasceu no dia 26 de Abril 1955, tendo estudado na Escola Primária D. Berta Craveiro Lopes, em Lourenço Marques (actual Maputo). Prosseguiu depois os estudos na Escola Secundária Joaquim de Araújo, e mais tarde no Colégio dos Maristas.
A sua paixão pelo desporto foi-lhe incutida pelo seu avô, com quem morava, sobretudo com o futebol.  É então na escola secundária que pratica desporto nas aulas de Educação Física.
Aos seus 14 anos, entra para o Clube Ferroviário onde começa por praticar basquetebol, passando por dança, patinagem até chegar finalmente ao atletismo.
Em 1996, abandonou a sua carreira de atleta para se dedicar ao dirigismo desportivo na Seleção Moçambicana de Atletismo.
Já no ano de 2017, ainda em Moçambique, Ludovina era coordenadora no Comité Olímpico Moçambicano da Mulher no Desporto.
Em 2025, vive em Portugal.

## Reconhecimento e prémios
Aos 15 anos, bate o recorde provincial na sua categoria e segue a sua carreira nos lançamentos.
Com os seus 16 anos, tem a sua primeira internacionalização, participando nos Campeonatos Nacionais de Portugal, em Lisboa, no ano de 1974. Nesse campeonato, estabelece o Recorde de Juniores.
Quatro anos mais tarde, em 1978, integra a Seleção Moçambicana nos Jogos Pan Africanos.
Em 1980, participa nos Jogos Olímpicos em Moscovo, competiu no lançamento do disco feminino, onde foi desclassificada na primeira eliminatória.
Na sua modalidade, foi campeã da Zona Austral de África.

Em 2025, participa na equipa de veteranos do Clube Futebol "Os Belenenses", onde se sagrou campeã nacional do lançamento do peso e do disco na categoria de veteranos.

## Ligações Externas
- Ludovina de Oliveira na Olympedia.